# 4031 Mueller
4031 Mueller је астероид чија средња удаљеност од Сунца износи 1,934 астрономских јединица (АЈ).
Апсолутна магнитуда астероида је 13,7.